# Leptoboeinae
Leptoboeinae je podtribus gesnerijevki, dio tribusa Trichosporeae. Sastoji se od 7 rodova sa oko 50 vrsta.

## Rodovi
1. Leptoboea Benth. (2 spp.)
2. Radiaticorollarus Y. G. Wei, F. Wen & Lei Cai (1 sp.)
3. Boeica T. Anderson ex C. B. Clarke (16 spp.)
4. Rhynchotechum Blume (22 spp.)
5. Platystemma Wall. (1 sp.)
6. Beccarinda Kuntze (8 spp.)
7. Championia Gardner (1 sp.)